# دونالد مايكل كريغ
دونالد مايكل كريغ (بالإنجليزية: Donald Michael Kraig)‏ هو كاتب ومؤلف أمريكي، ولد في 28 مارس 1951 في شيكاغو في الولايات المتحدة، وتوفي في 17 مارس 2014 في لوس أنجلوس في الولايات المتحدة.